# Douwe Jans Bierma
Douwe Bierma (Sint Jacobiparochie, 10 februari 1891 – Sint Annaparochie, 19 februari 1950) was een Nederlands politicus en boerenleider tijdens de Tweede Wereldoorlog en lid van de NSB.
Douwe kwam uit een familie van landbouwers. Zijn vader werd later gemeenteraadslid en wethouder voor de gemeente Het Bildt. Douwe had nog een broer Bauke die net als hijzelf lid was van de NSB en de Nederlandse Landstand. Bij de Statenverkiezingen van 1935 was Het Bildt een van de Friese gemeenten met de meeste NSB-aanhangers. In 1940 kwam bijna 15% van de Friese kaderleden van het Boerenfront uit deze gemeente. De kern was een gemeenschap van onderling gehuwden (connubium) rondom Douwe Bierma, die in 1945 korte tijd burgemeester van Het Bildt was.
Voor het tribunaal in Leeuwarden werd Bierma in 1946 veroordeeld tot een jaar gevangenisstraf vanwege zijn lidmaatschappen van de NSB, het Nederlands Arbeidsfront en de Nederlandse Landstand. Zijn vermogen werd verbeurd verklaard voor maximaal 50.000 gulden. Tevens werd hem voor de duur van tien jaar het stemrecht ontzegd en mocht hij geen openbaar ambt bekleden, voor dezelfde duur van tien jaar.
Bierma overleed op 59-jarige leeftijd in Sint Annaparochie.